# Neuendorf (Gützkow)
Neuendorf (ⓘ) ist seit 1. Januar 2005 ein Ortsteil der Gemeinde Gützkow im Landkreis Vorpommern-Greifswald. Es war bis 2004 Teil der Gemeinde Neuendorf-Breechen. Der Ort hat 91 Einwohner (Stand: 31. Dezember 2015).

## Geographie
Neuendorf liegt 3,5 Kilometer westlich von Gützkow und 2,2 Kilometer nördlich von Jarmen. Wegen des Baus der Autobahn A 20 rund 100 Meter östlich der Ortschaft musste um 2001 die Straßenzufahrt zum Ort neu mit einer Brücke gebaut werden, da sonst nur Landwege als Zugang von Breechen oder Kuntzow vorhanden waren.

## Geschichte

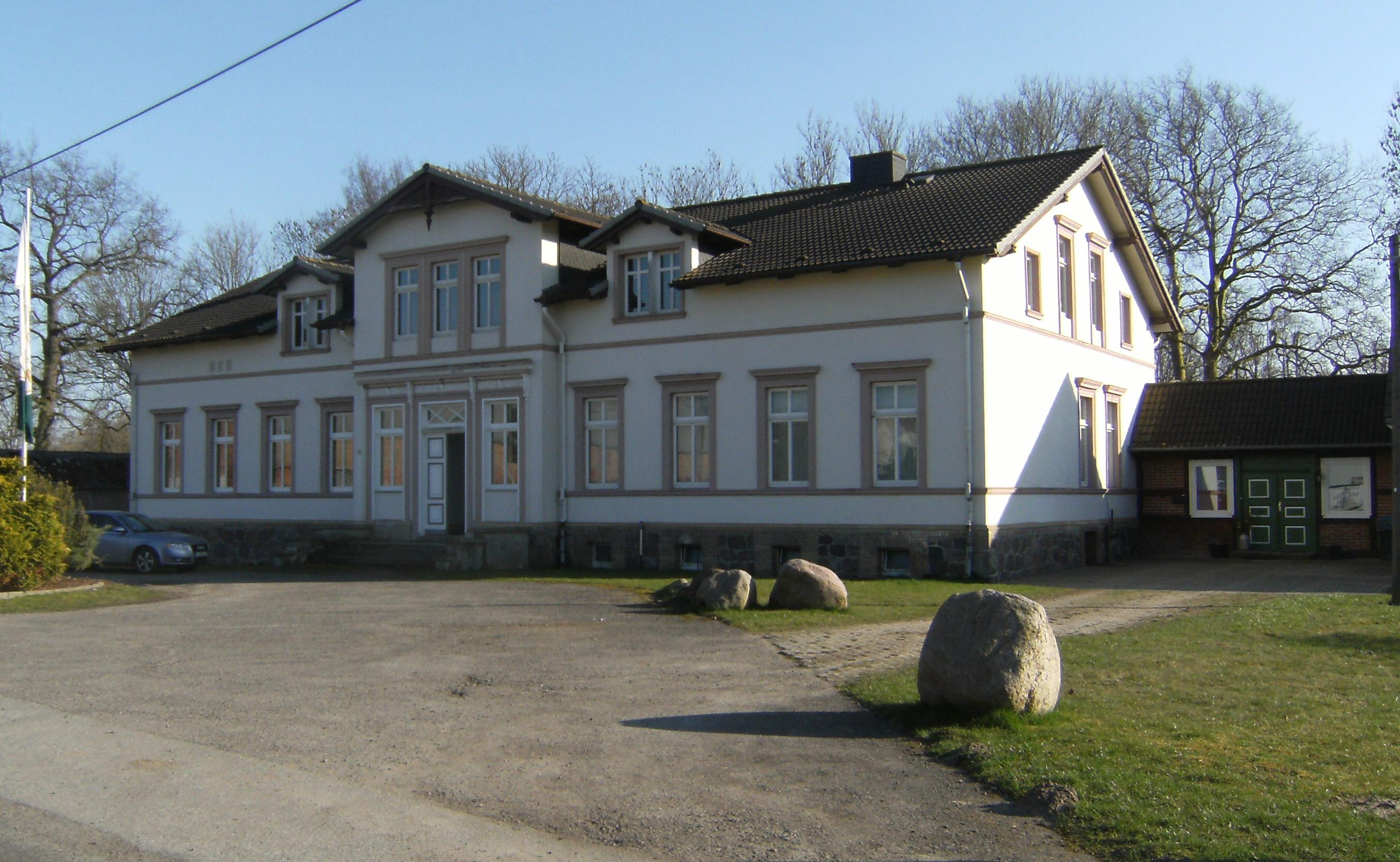
Gutshaus Neuendorf

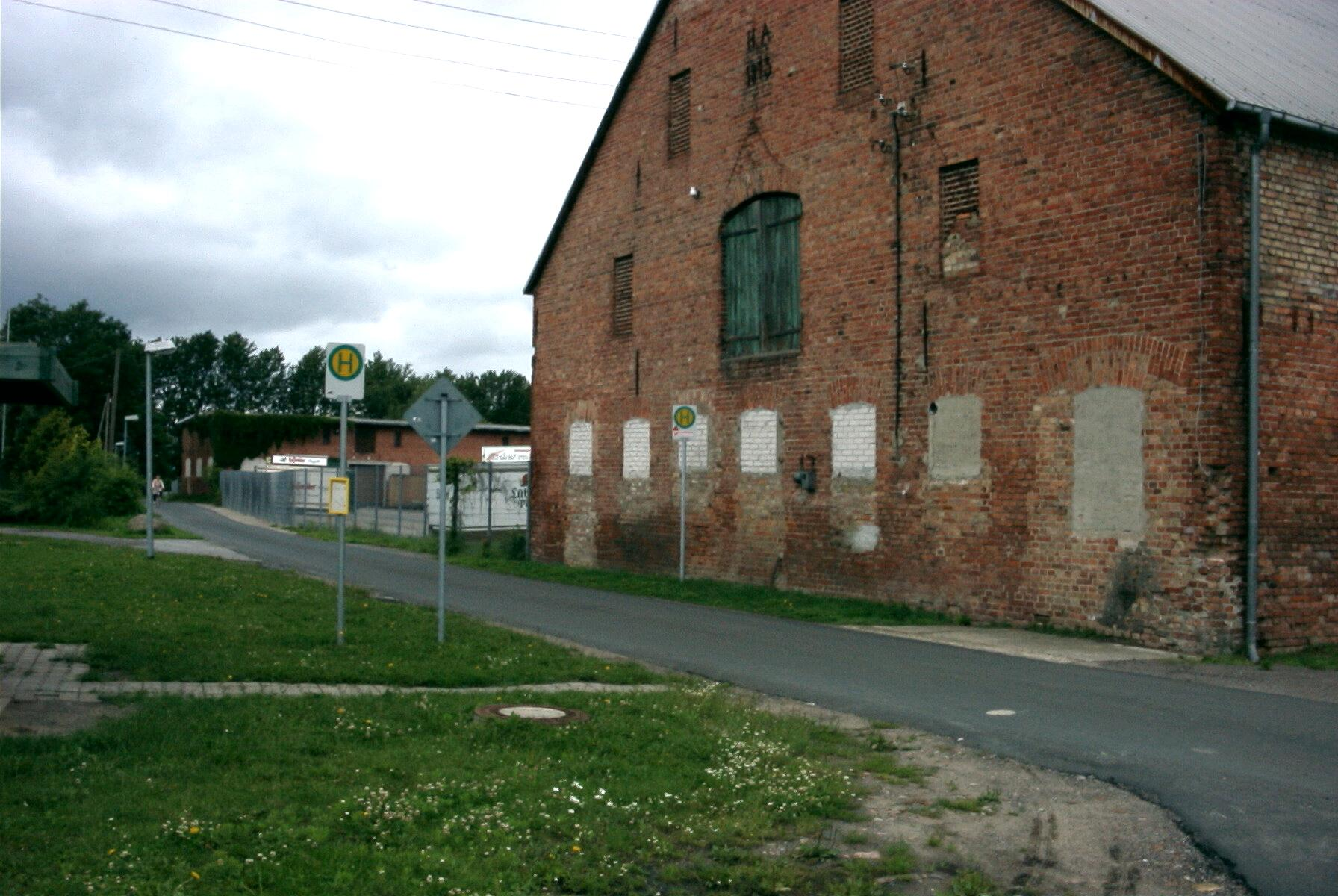
Gutshof Neuendorf

Neuendorf wurde 1446 als Nygendorpe urkundlich genannt als frühdeutsche Gründung während der Ostkolonisierung.
Nach der Besitzstandskarte von 1530 war Neuendorf Besitz der Grafen von Gützkow, bzw. nach dem Aussterben der Grafen 1372, fiel Besitz und Titel an die Herzöge von Pommern. Die Gemarkung bestand aus zwei Teile, dem Dominalgut und einem ritterschaftlichen Teil. Erste Beurkundungen liegen von 1503, 1550, 1558 und 1602 vor, in denen dieses als Rittergut bezeichnete Neuendorf bei Gützkow, durch die Herzöge von Pommern als Lehen der Familie von Wakenitz genannt wurde.
Herzog Bogislaw XIV. konnte seinem Hofapotheker Johann Heun in Wolgast die Schulden von rund 7000 Thaler nicht bezahlen. Als der Apotheker starb, verpfändete der Herzog den Erben „das wüste Ackerwerk Newendorff in der Gützkowschen Vogtei“ und wies sie 1631 hier ein. Das Gut wurde nach Ablauf der Pfandjahre nicht eingelöst. Daher blieb es durch Bestätigung des schwedischen Königs von 1657 in den Händen der Heun’schen Erben bis zur Zeit der Reduktion. 1694 wurde es ohne Erstattung des Pfandkapitals eingezogen und kam unter Tertialrecht mit einem Tertial von 46 Thalern und 32 Schillingen. Es war laufend verpachtet.
Der ritterschaftliche Teil war von fünf Bauern und zwei Kossaten bewohnt, ca. 360 Morgen groß, dabei aber 188 Morgen „wüster Acker“, diese waren den Lehnsbesitzern abgabepflichtig. Dieser Besitz kam dann an die Familie von Corswandt in Kuntzow und wurde von dort aus bewirtschaftet.
1865 hatte Neuendorf 119 Einwohner in 18 Familien, darunter der Pächter mit sechs Personen, zwei Verwalter, sieben Knechte und Jungen, fünf Mägde, zwölf männliche und zwölf weibliche Tagelöhner, ein Handwerker, drei Dienstboten. 13 Personen des Dorfes waren „almosenpflichtig“. An Gebäuden waren um 1865 vorhanden: Die Schule, sieben Wohnhäuser und zwölf Wirtschaftsgebäude.

Drehbrücke der GJK über die Peene zwischen Neuendorf und Jarmen 1897

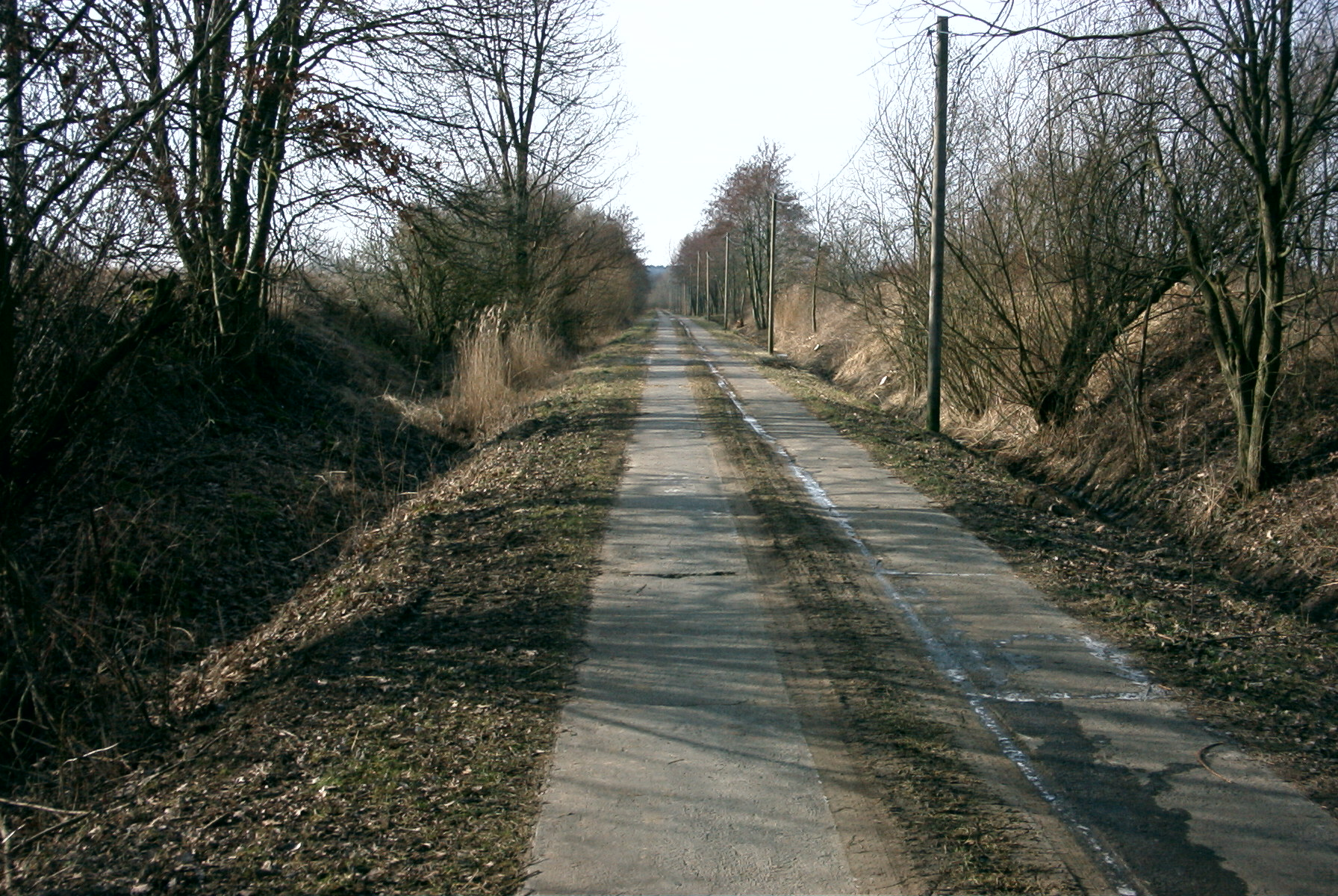
Kleinbahntrasse zur Peene bei Neuendorf

Seit 1897 verlief durch das Dorf die Bahnstrecke der Greifswald-Jarmener-Kleinbahn (GJK). Über die Peene führte bis 1958 eine Drehbrücke, deren Festteile als Fußgängerbrücke im Bahnhof Stralsund bis 1989 verwendet wurde. Die Fundamente blieben erhalten.
Letzter männlicher Erbe des Tertials (ehemals Dominalteil) war Carl Wilhelm Hüen († 1900). Seine Witwe († 1919) schloss 1912 mit dem Fiskus einen Vergleich mit lebenslanger Rente und auch ihre Tochter († 1929) erhielt eine Weiterzahlung. Ein Rechtsverhältnis, das unter dem letzten Pommernherzog begonnen hatte, war nach 300 Jahren beendet. Neuendorf war nun wieder eine staatliche Domäne.
Bei der Bodenreform nach 1945 wurden 17 Neubauernstellen eingerichtet, für die neue Häuser und Stallungen erbaut wurden. Sechs Neubauern wohnten in ausgebauten älteren Häusern. Bei der Errichtung der LPGen schlossen sich die Bauern 1960 zur LPG Typ I zusammen. 1972 erfolgte dann der Zusammenschluss mit der LPG Breechen. 1974 wurden diese beiden LPG dann in Typ III überführt. Ab 1977 gehörten die LPGen Neuendorf und Breechen zur Großraumwirtschaft der LPG (T) und der LPG (P) Gützkow. Zur LPG (T) gehörten die in Neuendorf stehenden 190 Milchkühe und 100 Mastbullen.
Die LPG Pflanzenproduktion hatte mit dem steinreichen Acker der Gemarkung noch immer ihre Mühe, bereits im 19. Jahrhundert waren auf den Ackerflächen riesige Mengen der Feldsteine für den Bau der Molen in Swinemünde abgesammelt worden.
Neuendorf und Breechen wurden 1962 bei der Gemeindereform in der DDR zur Gemeinde Breechen-Neuendorf zusammengeführt.
1982 hatte Neuendorf 153 Einwohner.
Zum 1. Januar 2005 wurde die Gemeinde Breechen-Neuendorf auf Wunsch ihrer Bürger getrennt und aufgelöst sowie deren Ortsteile nach Gützkow eingemeindet.
Neuendorf hatte Ende 2014 88 Einwohner mit Hauptwohnung und 5 mit Nebenwohnung.
Neuendorf hatte am 31. Dezember 2015 86 Einwohner mit Hauptwohnung und 5 mit Nebenwohnung.

## Sehenswürdigkeiten
- Das Gutshaus Neuendorf ist ein spätklassizistischer, eingeschossiger, 11-achsiger, sanierter Putzbau aus der Mitte des 19. Jahrhunderts mit einem zweigeschossigen Mittelrisalit.
- Ehemalige Kleinbahnstrecke der GJK zur Peenequerung (Brückenfundamente)